# Moskitnik
Moskitnik, koliber rubinowy (Chrysolampis mosquitus) – gatunek małego ptaka z rodziny kolibrowatych (Trochilidae), zamieszkujący Amerykę Południową i kilka wysp u jej północnych wybrzeży. Nie jest zagrożony.

## Systematyka
Gatunek należy do monotypowego rodzaju Chrysolampis. Nie wyróżnia się podgatunków.

## Zasięg występowania
Występuje w Brazylii, Kolumbii, Wenezueli, wschodniej Boliwii, Gujanie, Surinamie, Gujanie Francuskiej oraz na wyspach położonych wzdłuż północnych wybrzeży Ameryki Południowej: od Aruby, Curaçao, Bonaire na wschód po Tobago i Trynidad.

## Morfologia
Średnie wymiary
- Długość ciała – 8–9 cm[7].
- Masa ciała – 4–5 g[7].
- Rozpiętość skrzydeł – ok. 12 cm.

Wygląd
W cieniu samiec wydaje się cały brązowoczarny, dopiero w słońcu widać efektowne upierzenie górnych części jego ciała – lśniące rubinowoczerwone (czasem bardziej pomarańczowe) czoło, wierzch głowy i kark, opalizujące złote (niekiedy szmaragdowozielone) gardło i pierś. Skrzydła ciemnoszare, ogon jasnokasztanowy z czarnymi końcówkami. Dziób prosty i krótki, jak na kolibra. Oczy ciemnobrązowe, nogi i stopy czarniawe. Samica ma miedziano-zielony wierzch ciała. Jej ogon ma oliwkowozielone środkowe sterówki, podczas gdy pozostałe są jasnokasztanowe. Końcówki sterówek są białe. Spód ciała jasnoszary. Osobniki młodociane przypominają dorosłe samice, mają jednak białą plamkę za okiem, a ich zewnętrzne sterówki są ciemnofioletowe z białymi końcówkami.
Metaliczny połysk piór kolibrów wywołany jest przez warstwę ziarenek pigmentu w ich pierzu, która mocno załamuje światło. 

## Ekologia i zachowanie
Środowisko
Żyje w lasach, w zaroślach krzewów i na sawannach.
Pożywienie
Większość kolibrów żywi się nektarem z kwiatów i owadami, moskitnik nie jest tu żadnym wyjątkiem. Musi cały czas przyjmować pożywienie, ma bowiem bardzo szybką przemianę materii i uzupełnienie jej źródeł jest dla niego niezbędne. Nawet podczas spoczynku zużywa 25 razy więcej energii niż ptak wielkości kaczki. Pije nektar z kwiatów roślin, zatrzymując się na chwilę w locie przed wybraną rośliną i zanurzając w kwiecie swój dziób i język jak sondę. Owady chwyta moskitnik w locie. W odróżnieniu od innych owadożernych ptaków nie umie przesunąć do przełyku złapanych owadów. Dlatego musi stosować osobliwą taktykę: podlatuje do zdobyczy z wielką prędkością, by sama wpadła pod ciśnieniem powietrza do przełyku.
Rozmnażanie
Zaloty kolibrów rubinowych długo pozostawały dla ludzi tajemnicą, ptaki bowiem gonią się podczas nich z ogromną prędkością pomiędzy roślinnością na swoim terytorium. Dopiero ostatnio za pomocą nowoczesnej techniki fotograficznej i filmowej udało się odkryć wiele tajemnic dotyczących rozmnażania kolibrów. Parzenie moskitników odbywa się w powietrzu. Samczyk, stale śpiewając, lata przed jedną lub kilkoma samicami. Najczęściej parzy się w krótkim czasie z wieloma partnerkami. Tony, jakie wydaje w locie, często są niesłyszalne dla ludzkiego ucha. Gniazdo – mała, miskowata budowla z mchu, porostów i pajęczyn, umieszczone bywa zazwyczaj w rozgałęzieniu drzewa. Samiczka znosi 2–3 jajeczka, z których po 2–3 tygodniach wykluwają się pisklęta.
Tryb życia
Moskitnik spędza niemal cały dzień w powietrzu. Lata z kwiatu na kwiat, przed każdym zatrzymuje się na chwilę i szuka nektaru. Niedoścignione umiejętności lotnicze kolibrów związane są z budową szkieletu, umożliwiającą ruch rotacyjny kości w stawie ramieniowym. Kiedy koliber porusza skrzydłami tak, by ich końce zakreślały ósemki, może zatrzymać się w powietrzu w miejscu, szybko przelatywać z kwiatu na kwiat, a nawet cofać się podczas lotu. Przymocowane do szkieletu mięśnie, które sterują tymi akrobacjami, stanowią niemal 1/3 masy kolibra. Poza porą lęgową moskitnik prowadzi samotne życie, zaciekle broni swego terytorium, nawet przed większymi niż on sam. Wiadomo o nim, że broniąc się, dziobie w oczy ptaki drapieżne i innych wrogów.

## Status
Międzynarodowa Unia Ochrony Przyrody (IUCN) uznaje moskitnika za gatunek najmniejszej troski (LC – least concern) nieprzerwanie od 1988 roku. Liczebność populacji nie została oszacowana, ale ptak ten opisywany jest jako rzadki. Trend liczebności populacji nie jest znany.